# Abdij van Tongerlo

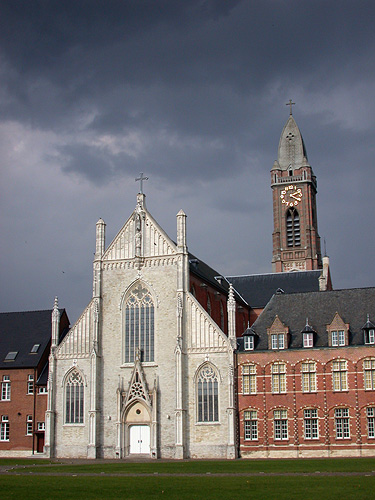
Abdijkerk

De Abdij van Tongerlo is een norbertijnenabdij bij het dorp Tongerlo in de Belgische gemeente Westerlo.

## Geschiedenis
De abdij werd gesticht rond 1130, toen een aantal norbertijnen van de Sint-Michielsabdij te Antwerpen zich vestigden op het landgoed van heer Giselbert van Castelré. De abdij is tot in de 13e eeuw enige tijd een dubbelklooster geweest waarin ook norbertinessen woonden.
Tot ver in de 16e eeuw had de abdij van Tongerlo uitgebreide bezittingen in het hertogdom Brabant. Van 1559 tot 1590 viel zij onder het bisdom 's-Hertogenbosch en de bisschoppen waren commendatair abt. In 1590 wist zij dit bestuur af te kopen door de meeste bezittingen in het huidige Noord-Brabant af te staan. Na de val van 's-Hertogenbosch in 1629 vluchtten de norbertijnen tijdelijk naar hun refugehuis in Mechelen.
De abdij speelde in 1789-1790 een rol in de Brabantse Omwenteling tegen de regering van de Oostenrijkse Nederlanden door het ronselen en bewapenen van troepen. Na het neerslaan van de opstand werden de bezittingen van de abdij in beslag genomen. In diezelfde periode bood de abdij tijdelijk onderdak aan het bronnenmateriaal van de bollandisten.
In 1796 kwam aan de abdij een voorlopig einde, toen Fransen tijdens de revolutie de norbertijnen uit het complex verdreven. Hierna werd de abdij verkocht en werd een deel van de gebouwen gesloopt, waaronder ook de kerk. Bij deze revolutie ging tevens de beiaard in de abdijtoren van Pierre Hemony, gegoten in Gent in 1657/58, ten onder. In 1838 werd de orde heropgericht, om twee jaar later terug te keren naar Tongerlo.
Op 23 december 2009 werd bekend dat de Vlaamse minister van Onroerend Erfgoed Geert Bourgeois een premie van 723.042 euro zou toekennen voor de restauratie van de norbertijnenabdij in Tongerlo. Deze premie zou aangewend worden voor de restauratie van de omwalling, die te kampen had met funderings- en stabiliteitsproblemen.

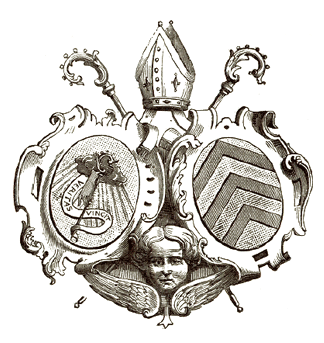
Wapen van de abdij van Tongerlo.
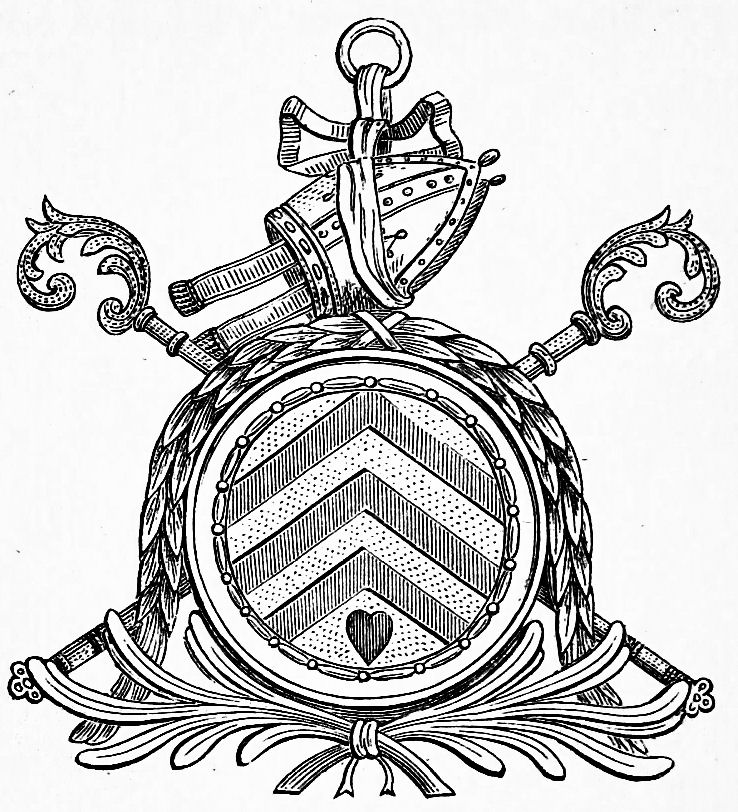
Wapen van abt Van Nieuweneynde.
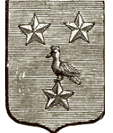
Wapen van abt Joannes Geraldi van Sichem.

## Laatste Avondmaal
Abt Arnoud Streyters verwierf in 1545 voor 450 Rijnse florijnen een getrouwe kopie van Het Laatste Avondmaal van da Vinci op linnen. Zijn secretaris Scheelen kocht hem uit de nalatenschap van de Antwerpse koopman Jean le Grand. Kardinaal Georges d'Amboise had de replica in Italië besteld voor zijn kasteel in Gaillon. Het bijna 34 vierkante meter grote doek (4,24 x 8,02 meter) zou in 1506-07 zijn gemaakt onder toezicht van Da Vinci door zijn leerling Andrea Solari, hoewel aan Solari is getwijfeld. Volgens Amerikaanse experts is het de beste replica van het origineel uit 1498. De hoofden van Jezus en van Johannes worden wel aan Da Vinci zelf toegeschreven omdat er geen schets is onder de verflaag.
Tijdens het Franse bewind werd het doek opgerold en in een graanschuur verstopt, zodat het niet met de andere abdijgoederen kon worden aangeslagen. Het hing tot 1960 in het kerkkoor, waar het de grote brand van 1929 overleefde. In 1966 is voor het doek een museum ingericht, aangebouwd tegen de abtswoning. Na restauratie werd het in 2023 teruggeplaatst in de abdijkerk.

## Bezienswaardigheden

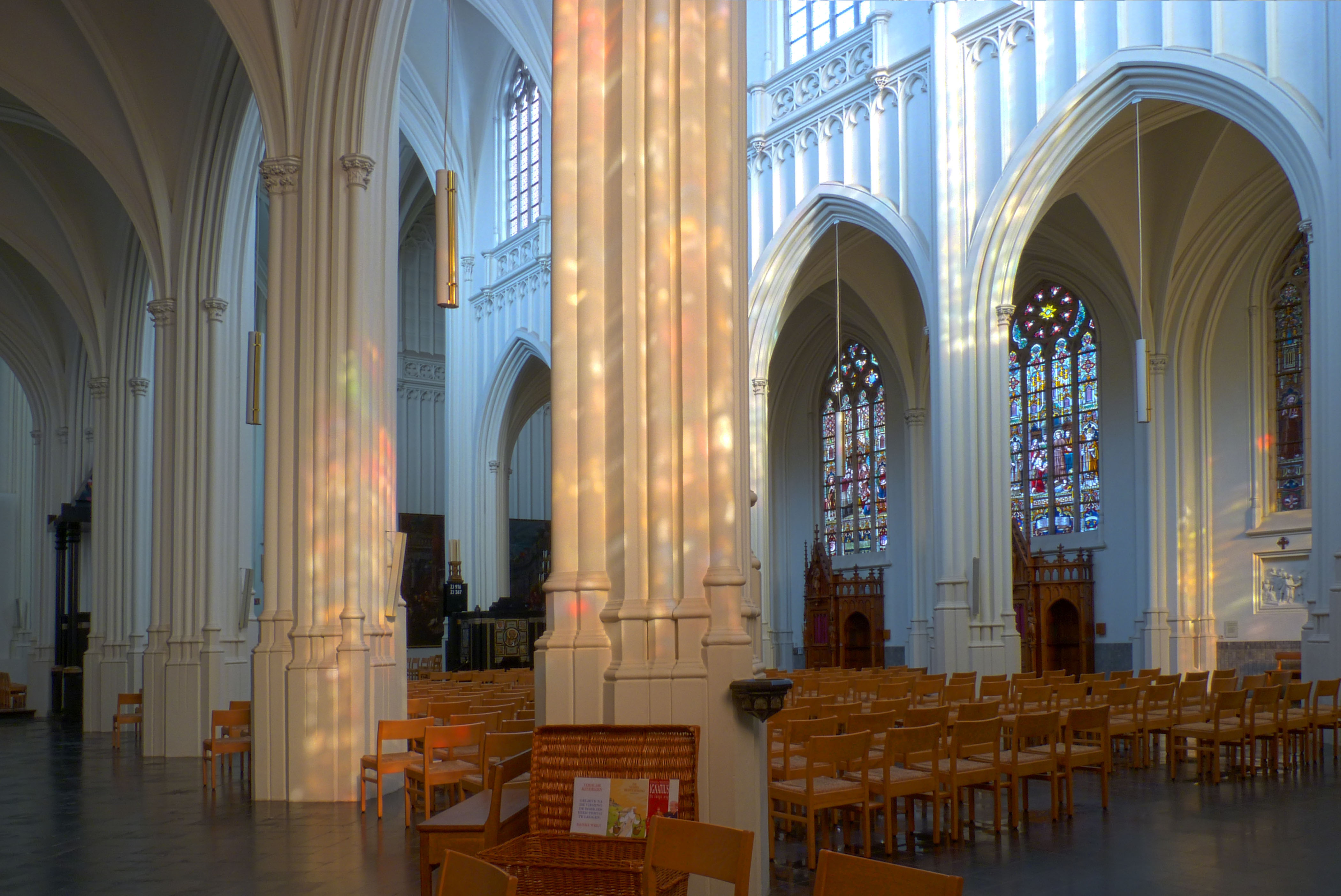
Interieur Abdijkerk

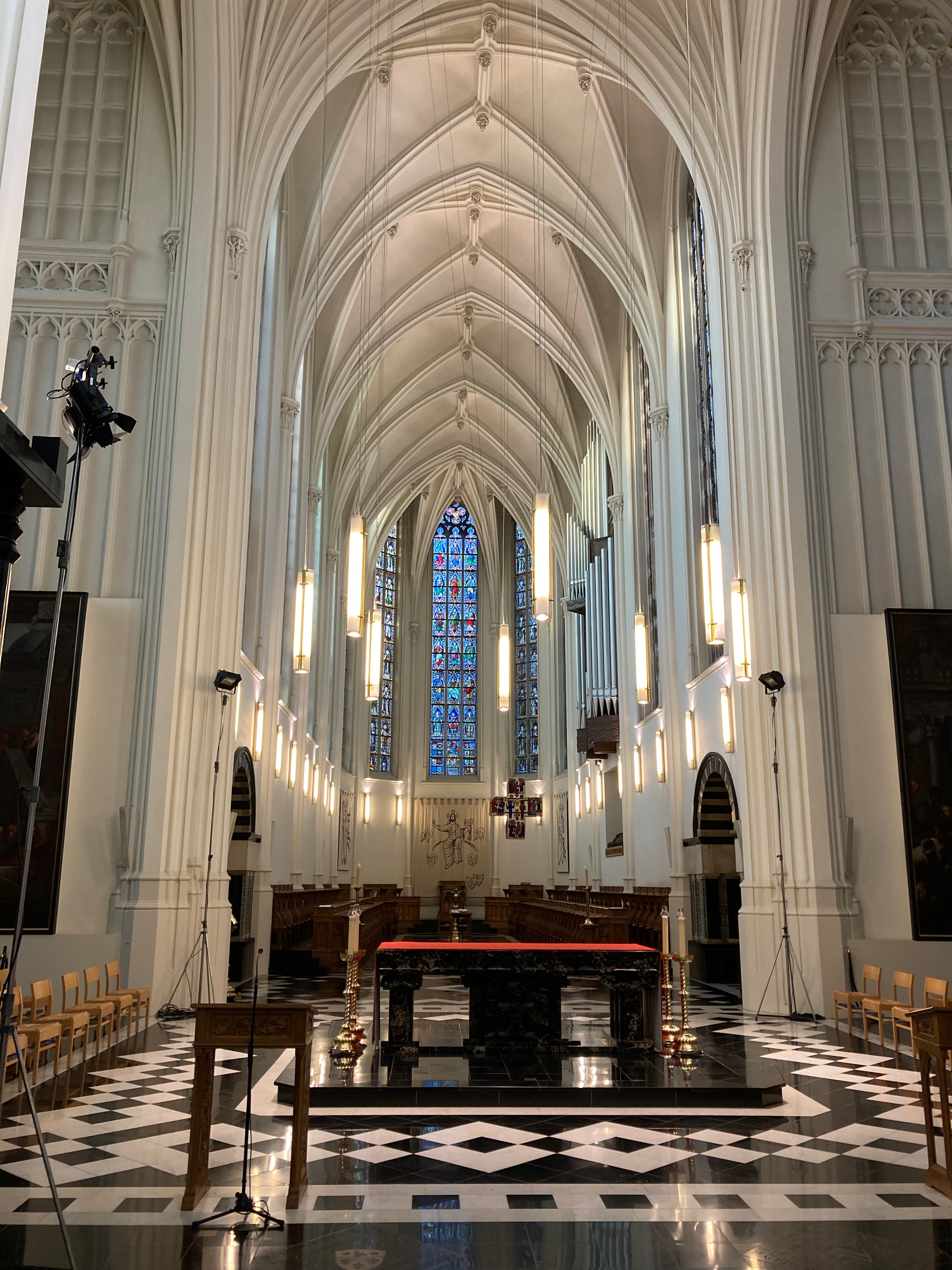
Altaar en apsis van de Abdijkerk

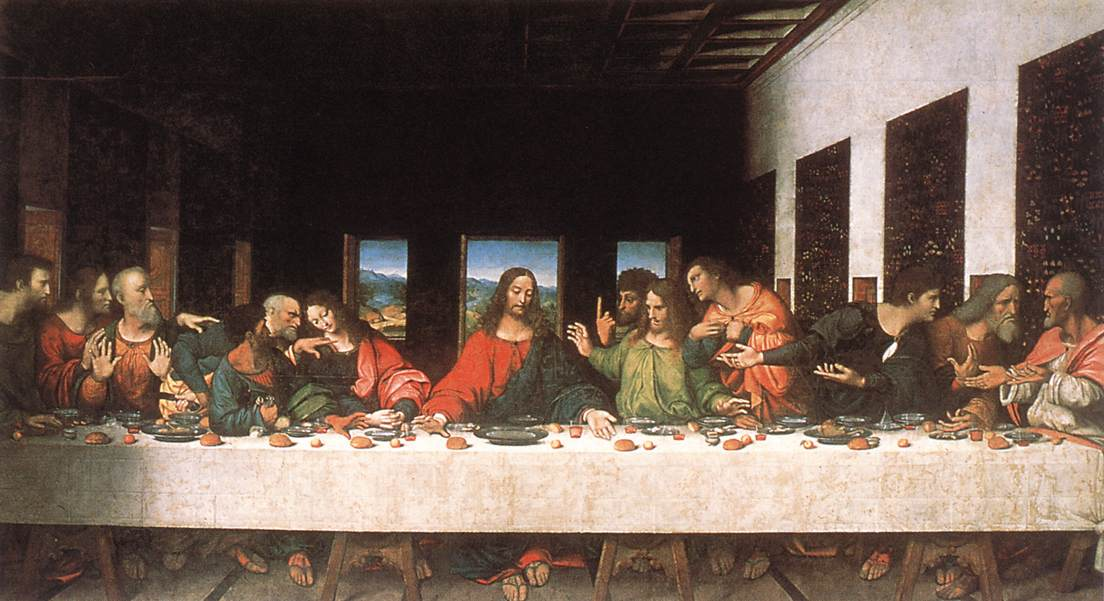
Kopie op doek van Da Vinci's Laatste Avondmaal, waarschijnlijk door Andrea Solari

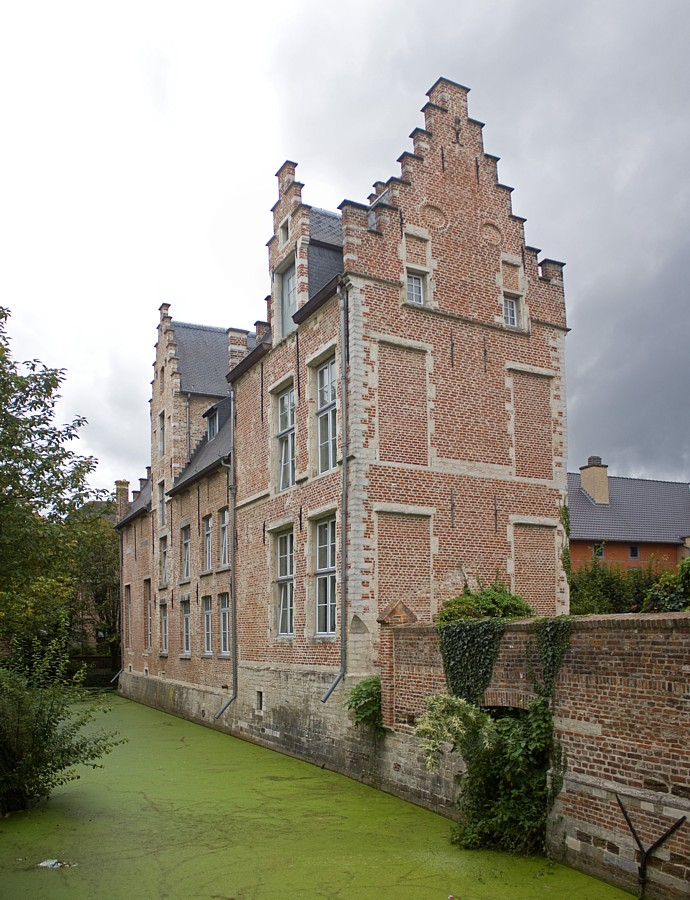
Het Spijker, refugehuis van de abdij in Diest

- Poortgebouw, bestaande uit een 14e-eeuwse onderbouw in romaanse stijl en een 16e-eeuwse bovenbouw in gotische stijl.
- Kerk in neogotische stijl uit 1852, ontworpen door architect Paul Stoop. In de abdijkerk hangen onder andere Jezus te gast bij Simon de farizeeër en De bruiloft te Kanavan Jan Erasmus Quellinus (Vlaamse Meesters in Situ) .[8]
- Bisschopshuis: in gemengd gotische- en renaissancestijl, ontworpen door Rombout II Keldermans.
- Abtshuis: een paleis uit 1728, ontworpen in classicistische stijl door de Antwerpse architect Willem Ignatius Kerricx (1682 - 1745).

## Abten van Tongerlo
- Hubertus (1156-1187)
- 13. Jan van Berlaer (1216)
- Wouter Bac (1334-1366)
- 23 Joannes De Gravia (????-1400)
- 24 Joannes Gerardi - Jan Geert van Sichem (1400-1428)
- 25 Theodoricus de Haren (1428-1440) ; proost tussen 1401 en 1424 ; ook Dirk of Dieric van Haren [9]
- 26 Henricus De Voren (????-1456)
- 27 Henricus De Kemminagio (????-1470)
- 28 Jan van Kinschot (1471-1477)
- 29 Werner van Halleer (1480-1487)
- 30 Jan van Westenhoven (1487-1501)
- 31 Pieter Mans van Westerhoven (1501-1504)
- 32 Antonius Tsgrooten van Oosterwijk (1504-1530)
- 33. Arnoud Streyters (1530-1560)
- 34. Jacobus Veltacker uit Diessen (1565-1583)

- 37. Franciscus Sonnius (1569-1570)
- 38. Laurentius Metsius (1570-1580)
- 39. Clemens Crabeels (1585-1590)
- 40. Nicolaas Mutsaerts (1592-1608)
- 41. Adriaan Stalpaerts (1608-1629)
- 42. Theodoor Verbraecken (1629-1644)
- 43. Augustinus Wichmans (1644-1661)
- 44.
- 45. Albert Ursino (1663-1664)
- 46. Jakob Crils (1664-1695)
- 47. Gregorius Piera (1695-1723)
- 48. Joseph Peter Van der Achter (1723-1745)
- 49. Siardus Van den Nieuweneijnde (????-1779)
- 50. Godfried Hermans (1780-1799)

...
- Arnold Van Putteghem
- Evermodus Backx (1839-1867)
- Joannes Chrysostomus De Swert (1868-1887)
- Thomas Ludovicus Heylen (1887-1899)
- 52. Cornelius (Adrianus) Deckers (1889-?)

...
- 57. Hugo Lamy (1915-1937)
- 58. Emiel Stalmans (1937-1953)
- 59. Joost Boel (1953-1981)
- 60. Hermenegild Noyens (1981-1993), abt-generaal (1996-2003)
- 61. Paul Meyfroot (1993-2002)
- 62. Jeroen De Cuyper (2002- )

## Bekende norbertijnen uit de Abdij van Tongerlo
- Thomas Louis Heylen (1856 - 1941), oud-abt van Tongerlo, later bisschop van Namen
- Antoon van Clé (1891 - 1955), stichter van Sporta
- Werenfried van Straaten (1913 - 2003), stichter van Kerk in Nood/Oostpriesterhulp
- Jozef Hutsebaut (1886 - 1954), bracht vanuit Congo de eerste okapi die voor langere tijd in gevangenschap leefde naar de Zoo van Antwerpen[10]

## Toerisme
De abdij trekt het hele jaar door veel gelovigen en toeristen. Inkomsten worden gehaald uit onder andere een boekhandel, een bakkerij en het Tongerlo abdijbier dat voor de abdij gebrouwen wordt door brouwerij Haacht. Vanzelfsprekend kan de getrouwe kopie ofte replica van Het Laatste Avondmaal van da Vinci, die circa 1506-1507 onder toezicht van da Vinci door zijn leerling Andrea Solari geschilderd zou zijn, worden aanschouwd.